# Orkdal
Orkdal es un municipio en el condado de Trøndelag, Noruega. Es parte del distrito tradicional de Orkdalen, tiene una superficie de 640 km² y una población de 11 722 habitantes según el censo de 2015. Su centro administrativo es la ciudad de Orkanger.  Otros pueblos en el municipio incluyen Kjøra, Geitastrand, Gjølme, Thamshavn, Fannrem, Vormstad, Svorkmo, y Hoston.
La agricultura tiene un papel significativo dentro del municipio. El Thamshavnbanen fue usado para transportar minerales de Løkken Verk al puerto de Thamshavn, y es ahora un ferrocarril de vendimia. El campo de concentración de Fannrem estuvo localizado en Fannrem durante Segunda Guerra Mundial. Orkanger es además uno de los principales centros industriales del centro de Noruega. La industria se localiza principalmente alrededor del parque Industrial de Grønøra. Las compañías más grandes son Technip Offshore Norge AS, Reinertsen, Washington Mills y Elkem Thamshavn AS.

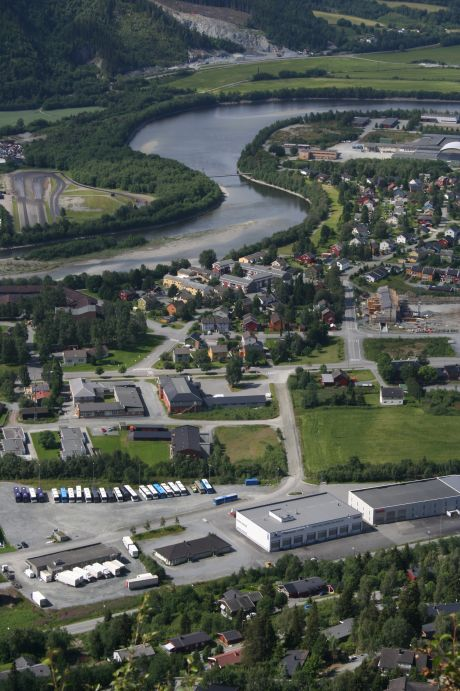
Orkanger con el río Orkla

## Información general
Orkdal fue establecido como municipio el 1 de enero de 1838. El 1 de julio de 1920, el puerto de Orkanger (población: 1715) y el distrito del sur de Orkland (población: 1760) se separaron de Orkdal para formar municipios independientes. El 1 de enero de 1963, los municipios de Orkanger, Orkland, y Geitastrand se fusionaron con Orkdal para formar un nuevo municipio más grande.

### Nombre
La forma del nombre en nórdico antiguo era Orkardalr. El primer elemento es el caso genitivo del río Ork (ahora Orklaelva) y el último elemento es dalr, que significa «valle». Históricamente, el nombre se escribía Orkedalen.

### Escudo de armas
El escudo de armas data de tiempos modernos. Le fue concedido el 25 de abril de 1986. Muestra una línea de plata sobre un fondo verde, representando el Orklaelva, que discurre a través de fértil valle de Orkdalen dentro del municipio. Es, por tanto, un ejemplo de armas parlantes.

### Iglesias
La Iglesia de Noruega tiene cuatro parroquias (sokn) dentro del municipio de Orkdal. Es parte del decanato (prosti) de Orkdal y la diócesis de Nidaros.

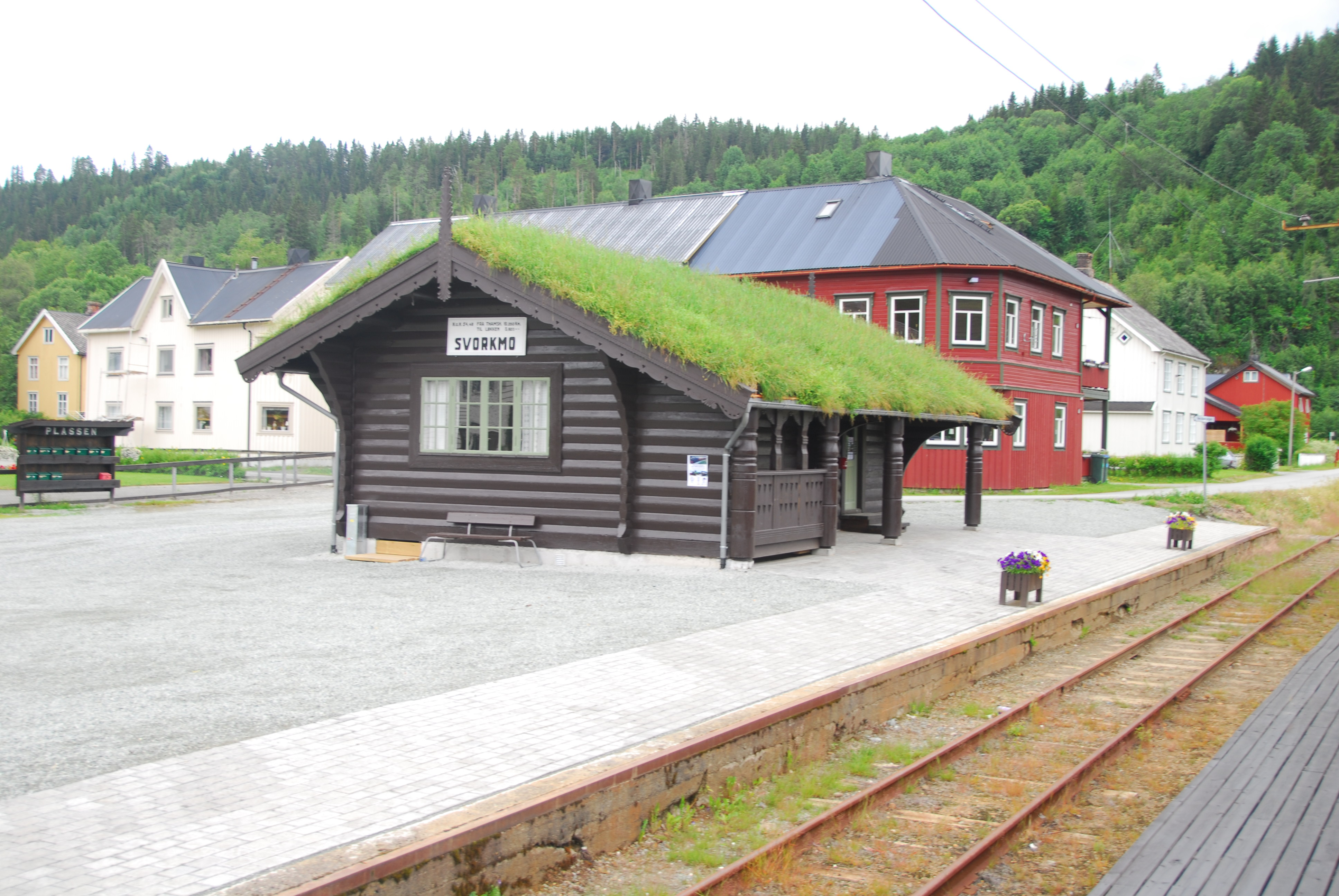
Estación de Svorkmo, Orkdal

| Parroquia (sokn) | Nombre de la iglesia    | Año de construcción | Ubicación     |
| ---------------- | ----------------------- | ------------------- | ------------- |
| Geitastrand      | Iglesia de Geitastrand  | 1859                | Geitastrand   |
| Orkanger         | Iglesia de Orkanger     | 1892                | Orkanger      |
| Orkdal           | Iglesia de Orkdal       | 1893                | Fannrem       |
| Orkdal           | Iglesia de Søvasskjølen | 1981                | Svorksjødalen |
| Orkland          | Iglesia de Moe          | 1867                | Vormstad      |

## Geografía
Una parte grande de la población está concentrada en el área de Orkanger/Fannrem, que está situada frente al Orkdalsfjord, una rama del gran fiordo de Trondheim El río Orkla, uno de los mejores ríos de salmón en Noruega, desemboca al mar en Orkanger.
Los lagos Hostovatnet, Pandillaåsvatnet, Våvatnet y Svorksjøen están localizados alrededor del municipio.
Los municipios de Agdenes, Snillfjord y Hemne se encuentran al noroeste, Rindal —en Møre og Romsdal— y Meldal al sur, Melhus y Skaun al este, y Trondheim y Rissa al nordeste a través del fiordo de Trondheim.

## Residentes notables
- Johan Bojer, autor.
- Nils Arne Eggen, antiguo entrenador del Rosenborg BK.
- Roar Ljøkelsøy, saltador de esquí.
- Gunnhild Sundli, cantante de la banda de música folk noruega, Gåte.
- Sveinung Sundli, violinista de arco y teclista de Gåte.
- Sturla Eide, violinista

## Ciudades hermanadas
Orkdal está hermanada con:
- Mostar,  Bosnia y Herzegovina